# آملیا کوک
آملیا کوک (به انگلیسی: Amelia Cooke) (زاده ۲۴ مهٔ ۱۹۷۹) بازیگر آمریکایی است.
از فیلم‌های معروف او می‌توان به بازی در فیلم گونه ۳ اشاره کرد.